# 鈴木重辰
鈴木 重辰（すずき しげたつ、天正13年（1585年）? − 寛永11年4月23日（1634年5月20日））は、戦国時代から江戸時代前期の武将。鈴木重好の子。鈴木重政の父。通称、平三郎、平兵衛、主馬正。浜松にて出生という。
慶長5年（1600年）、井伊直政に付けられた父・重好の配下として関ヶ原の戦いに参戦。同7年（1602年）に直政が病死して長男の直継が家督を継ぐと、父および木俣守勝と共に家老として近江彦根藩の家政を行った。
ところが、慶長10年（1605年）になって、同じ井伊家の重臣である椋原正直・西郷重員たちから徳川家康に宛てて、重好・重辰父子が不正を行っているとの告発が出された（椋原・西郷は鈴木父子と同様に家康の命で井伊直政に付けられた家臣である）。家康は告発を受理しなかったものの、重好に所領のある上野国での閉居（実質上は井伊家からの追放）を命じ、重辰や椋原・西郷ら重臣たちには起請文を書かせて和解させた。この結果、重好の跡式は重辰が継承し、彦根藩において知行5,500石、70騎を従えたという。
慶長15年（1610年）に木俣守勝が没すると家老がいなくなってしまったため、重辰と椋原正直が家老に任じられた。同19年（1614年）、大坂冬の陣では井伊軍の先陣を務める。元和元年（1615年）、井伊直継改め直勝が上野安中藩に封ぜられるとこれに付けられ、家政を取り仕切る。
寛永11年4月23日（1634年5月20日）、江戸で死去した。一説に50歳という。安中の普陀寺に葬られた。戒名は、常光院殿心露長喜居士。
長男の長松丸（重政）は手許になく、常陸水戸藩の付家老として召し出されて赴任した老父・重好に引き取られていた。次男以下の男子に対して、安中藩が重辰の所領を分割減領して相続させようとしたため、存命だった重好はこれを怒り、昼日中に安中藩邸から孫たちを連れ出すという挙に出た。このため、井伊家臣としての鈴木家は消滅した。いずれ将軍家に願い出て旗本に取り立ててもらおうとしていたが、程なく重好は病死してしまい、結局次男以下の男子については部屋住みの身分で生涯を終えることとなった（重政は死去した祖父の家督を継ぎ水戸徳川家に仕えて、子孫が続いた）。